# Noua Obiectivitate

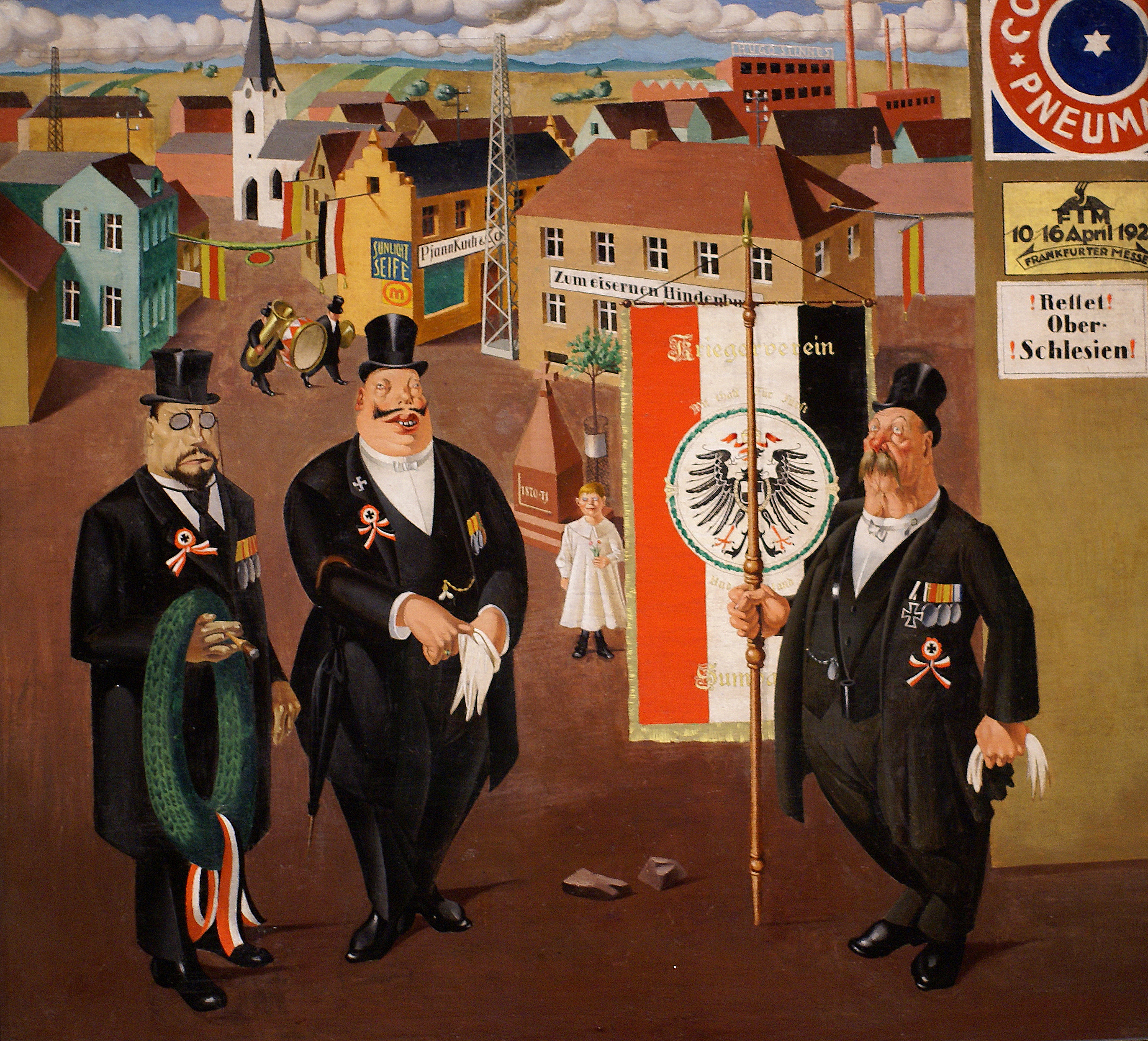
1922 — Georg Scholz (1890 – 1945) → WikiData:Q536216 — Asociația războinicilor (în) - piesa 2820 aflată la Staatliche Kunsthalle Karlsruhe

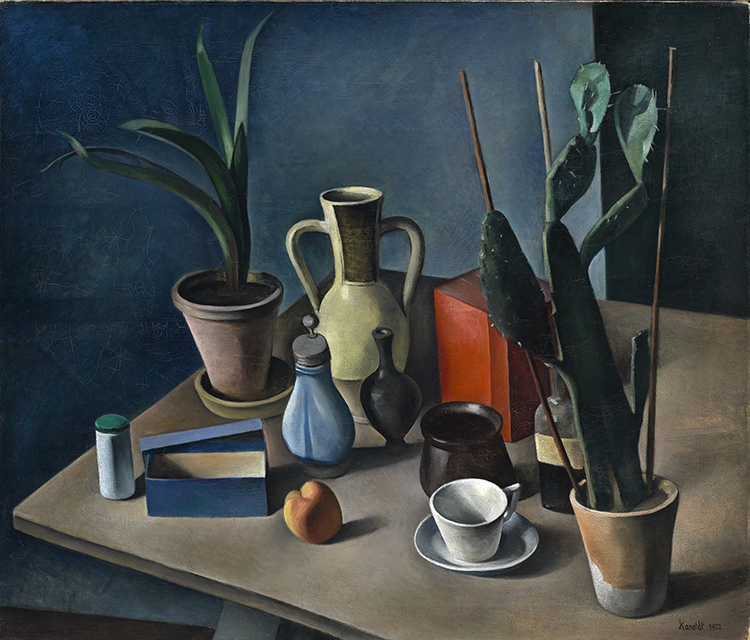
1922 — Alexander Kanoldt (1881 – 1939) → WikiData:Q62544 — Mare natură moartă cu carafe și cutie de ceai roșie (în) - piesa 2395 aflată la Staatliche Kunsthalle Karlsruhe

 Noua Obiectivitate  (în germană Neue Sachlichkeit) a fost o mișcare artistică, de un anumit tip de „avangardist regional”, în arta germană, care a apărut în anii 1920, ca reacție împotriva expresionismului, mai exact era o reacție artistică împotriva expresionismului german.
Termenul a fost inventat de Gustav Friedrich Hartlaub, directorul Kunsthalle din Mannheim, care l-a folosit ca titlu al unei expoziții de artă organizate în 1925 pentru a prezenta artiști care lucrau într-un spirit post-expresionist. 
Pe măsură ce acești artiști - printre care se numărau și Max Beckmann, Otto Dix, Adolf Dietrich, Carl Grossberg, George Grosz, Christian Schad, Rudolf Schlichter, Georg Scholz și Jeanne Mammen - au respins implicarea în sine și dorințele romantice ale expresioniștilor, intelectualii de la Weimar, în general, au făcut un apel la colaborarea publică, implicare și respingere a idealismului romantic.
Deși descria în principal o tendință specifică din pictura germană, termenul a prins viața sa proprie și a ajuns să caracterizeze atitudinea vieții publice din Germania de la Weimar, precum și alte domenii artistice, precum artele de orice fel, literatura, muzica și arhitectura, create special pentru a se adapta la această tendință, devenită mișcare artistică. Mai degrabă decât un scop al obiectivității filozofice, aceasta a fost menită să implice o orientare către un angajament practic cu lumea - o atitudine complet orientată spre afaceri, înțeleasă de germani ca fiind intrinsec americană.
Mișcarea s-a încheiat, în esență, în 1933, odată cu sfârșitul Republicii de la Weimar și începutul dictaturii naziste.

## Semnificație

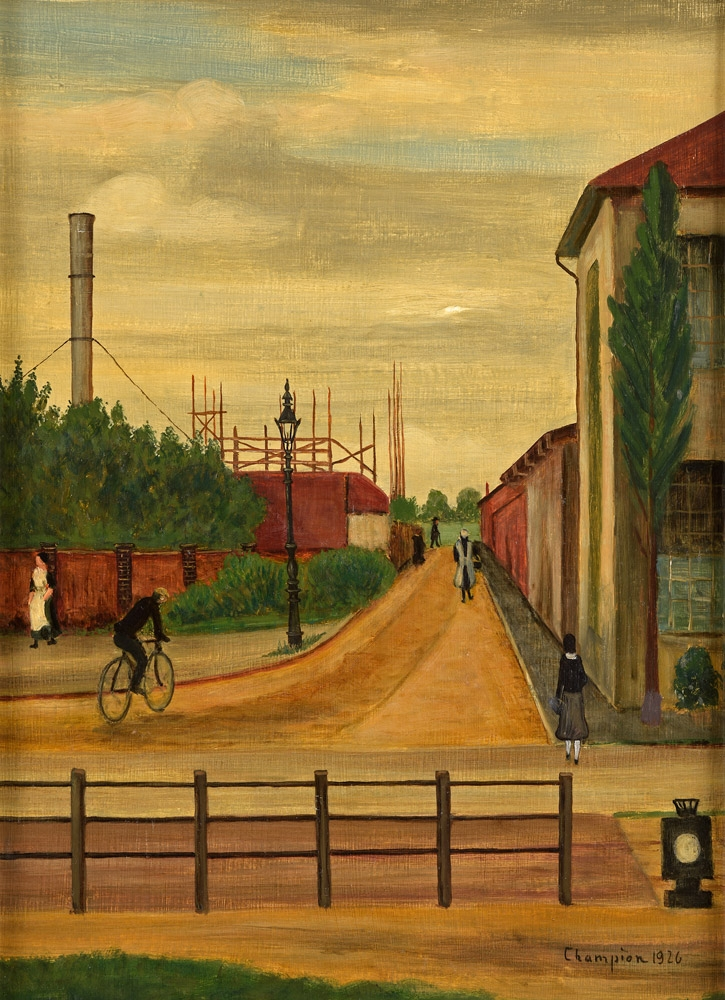
1926 – Theo Champion (1887 – 1952) – Scenă stradală (în)

Deși expresia „Noua Obiectivitate” a fost cea mai comună traducere a cuvintelor „Neue Sachlichkeit,” alte traduceri posibile au inclus „Noua Materialitate,” „Noua Resemnare,” ba chiar și „Noua Sobrietate,” respectiv „Noua Disparitate.” Istoricul de artă Dennis Crockett afirmă că nu există o traducere directă în engleză și analizează semnificația în originalul german:
| “ | [Termenul] Sachlichkeit ar trebui înțeles prin rădăcina sa, Sache, care înseamnă „lucru”, „fapt”, „subiect” sau „obiect”. Sachlich ar putea fi cel mai bine înțeles ca „factual”, „materie de fapt”, „imparțial”, „practic” sau „precis”; Sachlichkeit este forma substantivală a adjectivului/adverbului și implică de obicei „materie de fapt”. | ” |

În special, Crockett contestă punctul de vedere sugerat de traducerea „Noua Resemnare,” pe care o numește o „neînțelegere populară” a atitudinii pe care o descrie. Ideea criticului era că aceasta transmite resemnare provine din noțiunea că era marilor revoluții socialiste s-a încheiat, iar intelectualii de stânga, care trăiau în Germania la vremea respectivă, doreau să se adapteze la ordinea socială reprezentată în Republica Weimar. În continuare, Crockett spune că arta reprezentată de Neue Sachlichkeit a fost menită să fie mai proactivă în acțiunea politică decât modurile diferite de manifestare ale expresionismului împotriva cărora se răzvrătea. Astfel, Crockett afirma:
| “ | Neue Sachlichkeit este americism, cultul obiectivului, fapta dură, predilecția pentru muncă funcțională, conștiința profesională și utilitatea. | ” |

## Context și critică

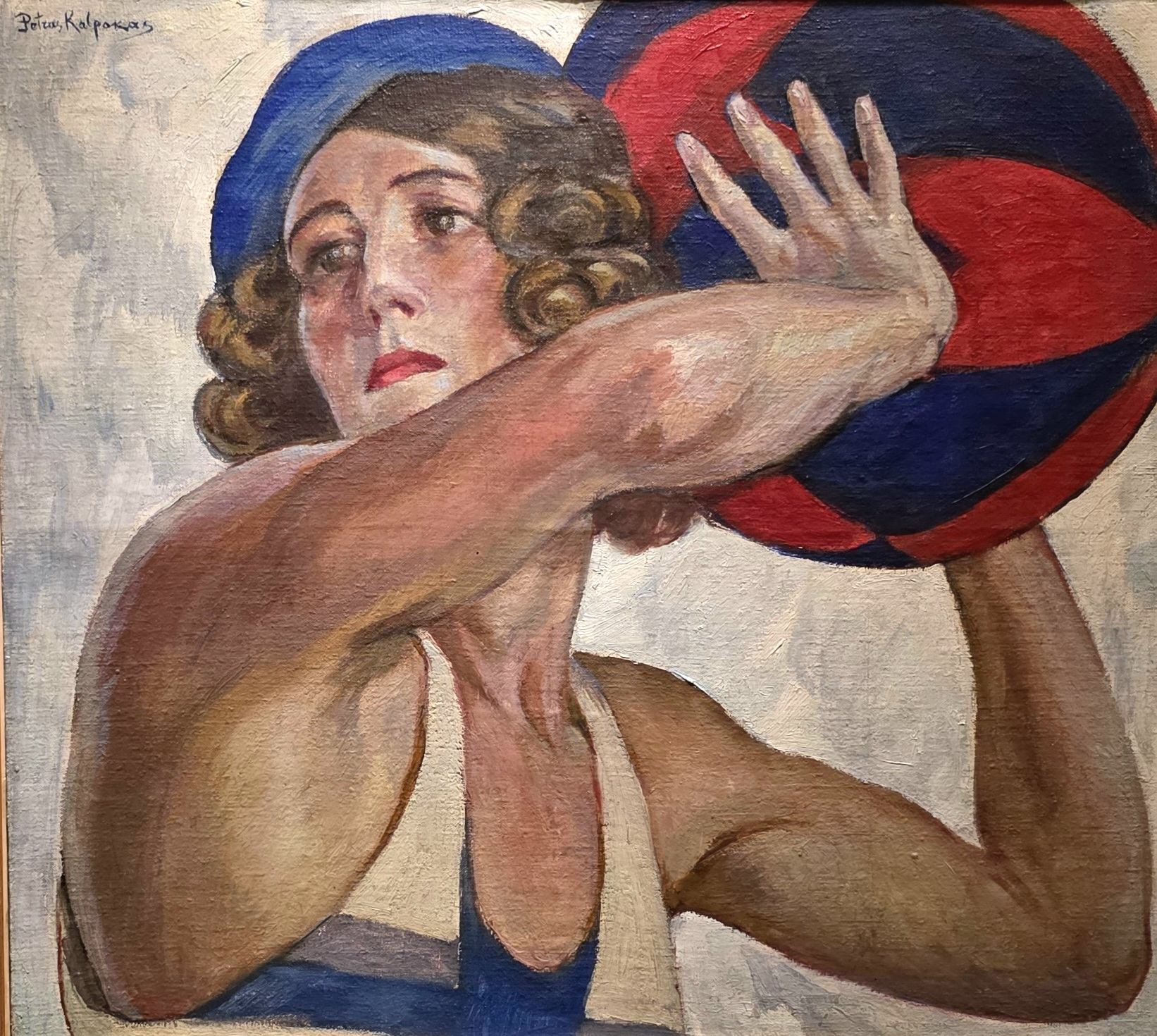
Circa 1930 – Petras Kalpokas (1880 - 1945), artist vizual lituanian — Femeie cu minge, (Moteris su Kamuoliu)

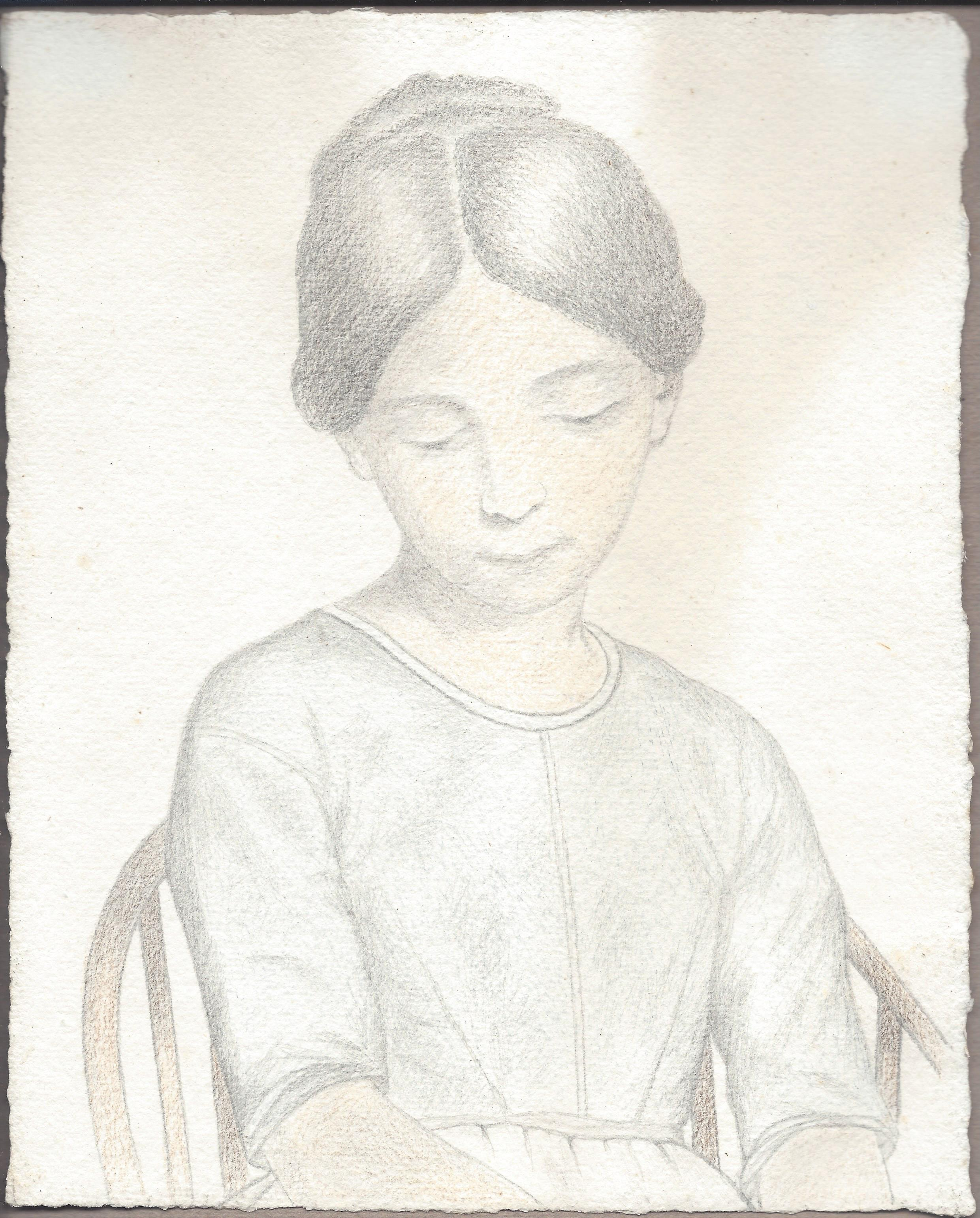
Circa 1937 – Mathias Barz (1895 - 1982) – portret în creion, Portret al soției artistului → actrița Hilde Bart, născută Brunhilde Stein (1896 - 1967)

În perioada premergătoare Primului Război Mondial, o mare parte a lumii artistice a fost influențată de futurism și expresionism, ambele abandonând orice sens al ordinii sau angajament față de obiectivitate sau tradiție. Expresionismul a fost, în special, forma dominantă de artă în Germania (acelor ani), fiind reprezentat în multe aspecte diferite ale artei și ale vieții publice - în dans, în teatru, în pictură, în arhitectură, în poezie și în literatură.

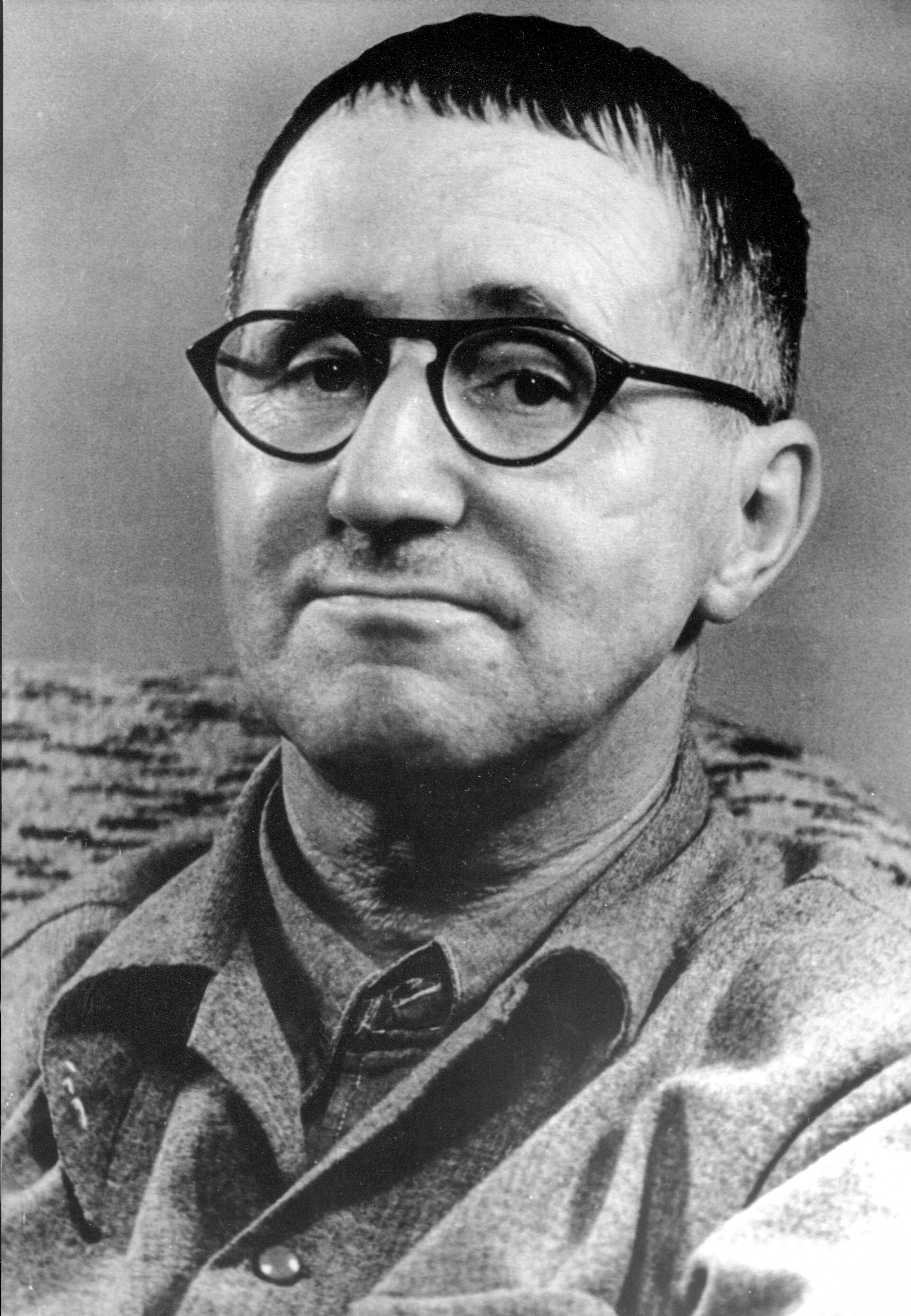
Fotografie a lui Bertolt Brecht, din 1954, realizată de Jörg Kolbe – Fotografie aflată în posesia Arhivelor Federale Germane

Expresioniștii au abandonat natura și au căutat să exprime experiența emoțională, adesea centrându-și arta în jurul tumultului interior (angoasă), fie ca reacție la lumea modernă, fie la alienarea de/din societate, fie în crearea identității personale. În concordanță cu această evocare a angoasei și a neliniștei față de viața burgheză, expresioniștii au reflectat, de asemenea, unele dintre aceleași sentimente de revoluție ca și futuriștii. Acest lucru este evidențiat de o antologie din 1919, de poezie expresionistă, intitulată Menschheitsdämmerung, care se traduce prin „Amurgul Umanității” – menită să sugereze că umanitatea se afla într-un amurg; că exista o moarte iminentă a unei vechi modalități de a fi și că, sub aceasta, se aflau îndemnurile unei noi răsărit.
Critica și criticii expresionismului au venit din toate direcțiile și din toate mediile artistice. Din „stânga,” o critică pertinentă, puternică, a început cu dadaismul. Primii exponenți ai dadaismului se adunaseră în Elveția, o țară neutră în orice război, care văzând cauza lor comună, doreau să-și folosească arta ca o formă de protest moral și cultural. Astfel, dadaiștii vedeau desprinderea de constrângerile limbajului artistic în același mod în care vedeau refuzul impus de existența granițelor naționale. Același grup artistic, al dadaiștilor, dorea să folosească arta lor pentru a își exprima indignarea politică, dar și pentru a încuraja acțiunea, mai ales cea politică. Pentru dadaiști, expresionismul exprima toată anxietatea și neliniștea societății, dar, evident pentru dadaiști, susținătorii acelei mișcări erau incapabili să facă ceva în privința asta.
Bertolt Brecht, critic literar, scriitor și dramaturg german, a lansat o altă critică timpurie a expresionismului, referindu-se la acesta ca fiind „constrâns și superficial.” La fel cum în politică Germania avea un nou parlament, dar îi lipseau parlamentarii, a susținut el, în literatură exista o exprimare a plăcerii în idei, dar fără idei noi, iar în teatru o „voință de dramă,” dar fără dramă reală. Piesele sale timpurii importante, Baal (1918) și Trommeln in der Nacht (Tobe în noapte – 1919 - 1920) exprimă repudierea interesului pentru expresionism, aflat atunci „la modă.”
După distrugerile provocate de război, din 1919, criticii mai conservatori au câștigat forță, în special în criticarea stilului expresionismului. În întreaga Europă, o „întoarcere la ordine în arte” a dus la lucrări neoclasice realizate de moderniști precum Picasso și Stravinsky, și o îndepărtare de abstractizare de către mulți artiști, de exemplu Matisse și Metzinger.
„Întoarcerea la ordine în arte” a fost deosebit de răspândită în Italia. Din cauza restricțiilor de călătorie, artiștii germani, între 1919 - 1922, au avut puține cunoștințe despre tendințele contemporane în arta franceză. Spre exemplu, Henri Rousseau, care a murit în 1910, a fost pictorul francez al cărui influență a fost cel mai evidentă în lucrările Noii Obiectivități.
Cu toate acestea, unii germani, interesați de și / sau asociați cu artele plastice, au găsit o inspirație importantă în paginile revistei italiene Valori plastici, care prezenta frecvent fotografii ale unor picturi recente realizate de realiștii clasicii italieni.

## Pictură

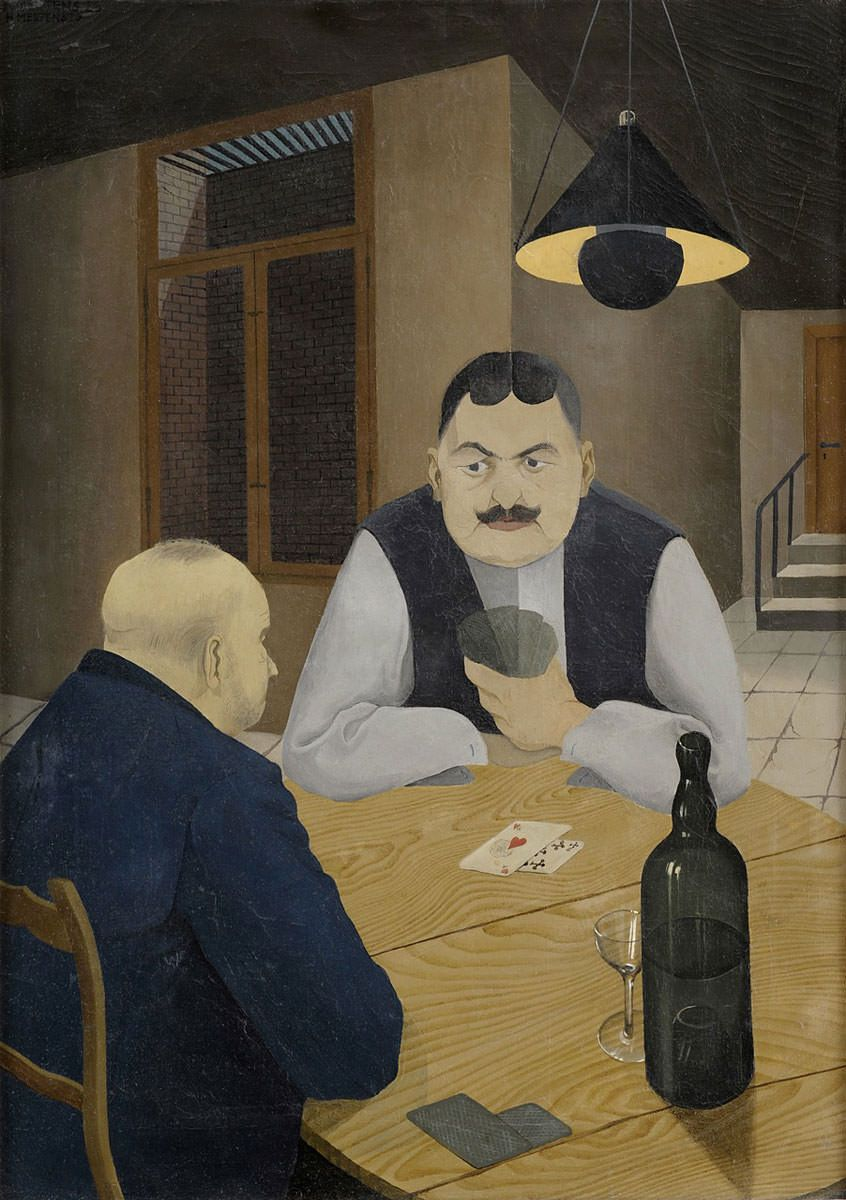
1926 – Hans Mertens - Jucătorii de cărți (în

### Veriști și clasiciști
Hartlaub a folosit pentru prima dată termenul în 1923 într-o scrisoare pe care a trimis-o colegilor, descriind o expoziție pe care o planifica.
În articolul său ulterior, „Introducere în «Noua Obiectivitate» – Pictura germană de la expresionism [până astăzi],” Hartlaub a explicat, ceea ce prezentăm aici este distins prin caracteristicile - în sine pur externe - ale obiectivității cu care artiștii se exprimă.
| “ | ... ceea ce prezentăm aici este distinctiv prin caracteristicile - în sine pur externe - ale obiectivității cu care artiștii se exprimă. | ” |

Forma „vehementă” de realism a veriștilor a subliniat urâțenia și sordidul. Arta lor era brută, chiar brutală, provocatoare și aspru satirică.  Dintre artiștii vizuali ai curentului din larga mișcare artistică, George Grosz și Otto Dix sunt considerați cei mai importanți dintre veriști. 
Constant, veriștii au dezvoltat abandonarea totală a influențelor dadaiste, față de orice reguli picturale sau limbaj artistic, într-un fel de „hiperrealism satiric,” așa cum a fost denumit de Raoul Hausmann. Astfel, printre cele mai cunoscute exemple de acest fel, sunt lucrările grafice și fotomontajele lui John Heartfield.
Utilizarea colajului în aceste lucrări a devenit un principiu compozițional pentru a îmbina realitatea cu arta, ca și cum ar sugera că înregistrarea faptele realității înseamnă a depăși cele mai simple aparențe ale lucrurilor. Artisti precum Grosz, Dix, Georg Scholz și Rudolf Schlichter au pictat scene satirice, care adesea ilustrau o „nebunie” în spatele a ceea ce se întâmpla, reprezentând participanții la scenele descrise într-un mod asemănător desenelor animate. Atunci când pictau portrete, ei accentuau trăsături particulare sau obiecte care erau considerate aspecte distinctive ale persoanei reprezentate.

## Arhitectură

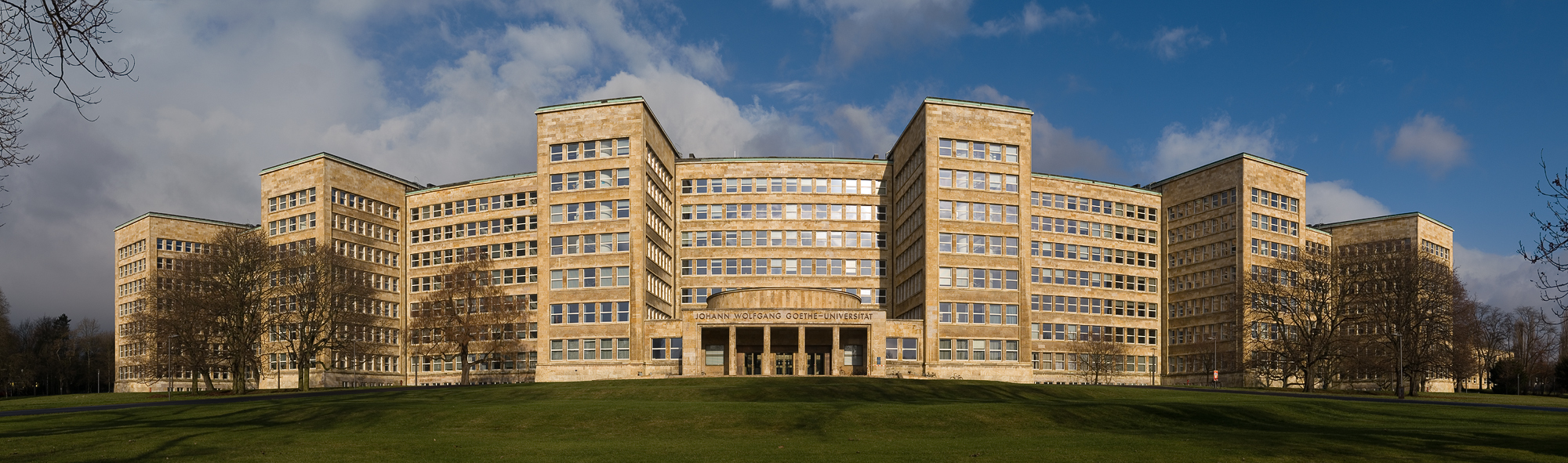
Panorama cunoscutei clădiri IG Farben Building, fotografiată dinspre sud, demonstrând vizual cum curbarea fațadei masivei clădiri reduce impactul masivității scalei acesteia asupra ochiului

Noua Obiectivitate în arhitectură, ca și în pictură și literatură, descrie transformările din toate domeniile artistice germane din anii de tranziție de la începutul anilor 1920 în cultura Weimar, ca o reacție directă la excesele stilistice ale arhitecturii expresioniste, dar și la schimbarea stării de spirit naționale.
Arhitecți precum Bruno Taut, Erich Mendelsohn și Hans Poelzig s-au orientat către abordarea directă, funcțională și pragmatică a Noii Obiectivități asupra construcției clădirilor, care a devenit cunoscută în Germania sub numele de Neues Bauen („Clădirea Nouă”). Mișcarea artistică arhitecturală Neues Bauen, înfloritoare în scurta perioadă dintre adoptarea planului Dawes și ascensiunea naziștilor, a cuprins expoziții publice precum Domeniul Weissenhof, proiectele masive de planificare urbană și, servind ca exemple, locuințe publice ale lui Taut și Ernst May, respectiv puternicele și influentele experimente ale arhitecților Bauhaus - ului.

## Artiști asociați Noii Obiectivități
- Alo Altripp
- Robert Angerhofer
- Christian Arnold
- Aimé Barraud
- François Barraud
- Max Beckmann
- Albert Birkle
- Herbert Böttger
- Jakob Bräckle
- Max Brüning
- Heinrich Maria Davringhausen
- Adolf Dietrich
- Erna Dinklage
- Rudolf Dischinger
- Otto Dix
- Dodo Wolff
- August Wilhelm Dressler
- Adolf Erbslöh
- Conrad Felixmüller
- Ernst Fritsch
- Hein Gorny
- Otto Griebel
- Carl Grossberg
- Curt Großpietsch
- George Grosz
- Eduard Gubler
- Elsa Haensgen-Dingkuhn
- Rudolf W. Heinisch
- Wilhelm Heise
- August Heitmüller
- Christian Hess
- Paul Hindemith
- Gussy Hippold-Ahnert
- Karl Hubbuch
- Karl Otto Hy
- Egon Itta
- Hella Jacobs
- Grethe Jürgens
- Paul Kälberer
- Alexander Kanoldt
- Hanns Ludwig Katz
- Franz Klemmer
- Hans Kraft
- Heinrich Kralik von Meyrswalden (pictor)
- Bernhard Kretzschmar
- Lotte Laserstein
- Konrad Adolf Lattner
- Franz Lenk
- Franz Lerch
- Elfriede Lohse-Wächtler
- Karl Friedrich Lippmann
- Léo Maillet
- Jeanne Mammen
- Josef Mangold
- Carlo Mense
- Hans Mertens
- Erwin Müller
- Hanna Nagel
- Valentin Nagel
- Kay Heinrich Nebel
- Hans Nowak
- Otto Nückel
- Felix Nussbaum
- Gerta Overbeck
- Sergius Pauser
- Werner Peiner
- Curt Querner
- Franz Radziwill
- Anton Räderscheidt
- Anita Rée
- Albert Renger-Patzsch
- Karl Rössing
- August Sander
- Christian Schad
- Otto Rudolf Schatz
- Harald Schaub
- Rudolf Schlichter
- Wilhelm Schmid
- Wilhelm Schnarrenberger
- Georg Scholz
- Werner Schramm
- Liselotte Schramm-Heckmann
- Georg Schrimpf
- Walter Schulz-Matan
- Franz Sedlacek
- Franz Sikora
- Herbert Spangenberg
- Niklaus Stoecklin
- Hermann Tiebert
- Ernst Thoms
- Max Unold
- Rudolf Wacker
- Josef Wedewer
- Erich Wegner
- Kurt Weinhold
- Ludwig Weninger
- Paul Westerfrölke
- Gert Heinrich Wollheim
- Gustav Wunderwald

## Galerie de imagini
- Lucrări reprezentative